# 호기심 (1974년 영화)
"호기심"은 1974년에 개봉한 대한민국의 영화이다.

## 줄거리
강압적인 결혼에 반감을 느낀 유화는 결혼식장에서 탈출, 집요하게 그녀를 쫓던 진철을 피해 어느 아파트로 피신한다. 모델이 오기를 기다리고 있던 조각가 은우는 유화를 모델로 착각하고 그녀를 자신의 작품활동에 이상적인 반려가 될 것이라며 도망가지 못하게 완력까지 쓴다. 매일같이 유화를 찾아 아파트 근처를 배회하던 진철이 어느날 유화를 발견해 진철과 은우 사이에 각축이 벌어진 끝에 위자료를 전제로 진철이 후퇴한다. 그러나 그시간 유화는 그 누구의 소유물이 되기를 거부하고 멀리 떠난다.

## 캐스팅
- 하명중
- 방희
- 홍성우